# Henley (Neuseeland)
Henley (Maori Maitapapa) ist eine kleine Siedlung im Stadtgebiet von Dunedin in der Region Otago auf der Südinsel von Neuseeland.

## Namensherkunft
Namensgeber des kleinen Ortes war vermutlich die Stadt Henley-on-Thames in England.

## Geographie
Die Siedlung befindet sich rund 30 km südwestlich von Dunedin und 21 km nordöstlich von Milton, am östlichen Rand der Taieri Plains. Der Taieri River passiert die Siedlung im Südwesten. Zur Küste hin, die rund 7 km südöstlich liegt, trennt eine Hügellandschaft die Siedlung vom Meer. Südwestlich von Henley liegt der Lake Waihola, eines der Ruderzentren des Landes. Henley ist über den New Zealand State Highway 1 mit anderen Teilen der Region verbunden.
Henley hat etwa 250 Einwohner.

## Geschichte
Henley war früher mal über einen kleinen Bahnhof an den South Island Main Trunk Railway angeschlossen.

## Wirtschaft
Der Hauptwirtschaftszweig in Henley ist durch die Milchwirtschaft bestimmt. Der Ort hatte eine Käsefabrik, die später in die nahegelegene Ortschaft Momona umzog und von dem Unternehmen aufgekauft wurde, das sich später Mainland Cheese nannte und heute noch als Marke von Fonterra geführt wird.

## Sehenswürdigkeiten
In Henley gibt es eine presbyterianische Kirche und eine der Christian Brethren Church of New Zealand.

## Hochwassergefährdung
Die Siedlung liegt im Hochwassergefährdungsgebiet des Taieri Rivers. Im Juni 1980 kam es auf beiden Seiten des auf einem Damm gelegenen State Highway 1 zu Überflutungen, die bis zum Flughafen von Dunedin reichten. 